# سيمون تولكين
سيمون تولكين (بالإنجليزية: Simon Tolkien)‏ (1959، أكسفورد في المملكة المتحدة)؛ محامي، كاتب، محام بالقضاء العالي وروائي بريطاني. درس في كلية الثالوث الأقدس.